# Jordi Torres Soca
Jordi Torres Soca (Barcelona, 1961) és un dissenyador industrial i interiorista català, «autodidacte que no seguia ni segueix cap tendència».
Jordi Torres Soca va nàixer a Barcelona l'any 1961. Es va formar al costat del seu pare, Jordi Torres Pérez, fundador de la botiga Ferran i Jordi, al carrer Balmes de Barcelona, decorador i dissenyador de mobles. Posteriorment, va estudiar interiorisme a l'Escola Elisava de Barcelona.
Ensenya a les escoles de disseny Elisava, ESDO, etc.

## Realitzacions
L'any 1991 va fundar el seu estudi Torres & Torres on reuneix un equip interdisciplinari d'arquitectes, interioristes, dissenyadors industrials i gràfics. Van realitzar entre d'altres un centenar d'òptiques de la cadena Visionlab d'Espanya i Portugal. El 2003 va participar en un taller organitzat a l'Havana per la firma d'aixeteria Hans Grohe.
Entre les seves creacions hi ha el moble Alba (1989) caracteritzat «pel volum estret i allargat del cos, que en defineix la funcionalitat i li confereix molta verticalitat» i la versió més petita Albita (1993) presentats a la Primavera del disseny del 1993. El tinter Nodriza a l'exposició Sex Design a la Galeria Montcada, (1995) que fa part d'una sèrie d'accessoris d'escriptori intitulada «Objectes Latents de Simbologia Variable». Va ser una de les creacions de dissenyador espanyols, triat per Òscar Tusquets per representar el país per a l'exposició «Design and Identity, Aspects of European Design» al Museu d'Art Modern Louisiana de Humlebæk a Dinamarca. Altres obres ón la taula de les Flors, per la familia Moron-Revilla, les prestatgeries «Angelus», inspirades en l'obra pictòrica L'Àngelus de Jean-François Millet (Premi AEPD de 1998). La sensualitat, com es veu en la col·lecció de mobiliari «Nude Design» sempre és molt present en la seva obra, però la considera mé que una mera provocació.
Va crear mobiliari singular com per exemple el tobogan del hall de l'Hotel Barceló a Màlaga; l'oficina construïda amb més de dos mil ampolles de Coca Cola buides, per a l'agència de comunicació Cathedral a Madrid; la sala de juntes per les oficines de Signes Imatge i Comunicació, a L'Hospitalet o cadascuna de les taules pels socis de l'agència de comunicació Torres & Gallardo.